# Metro Toronto Convention Centre

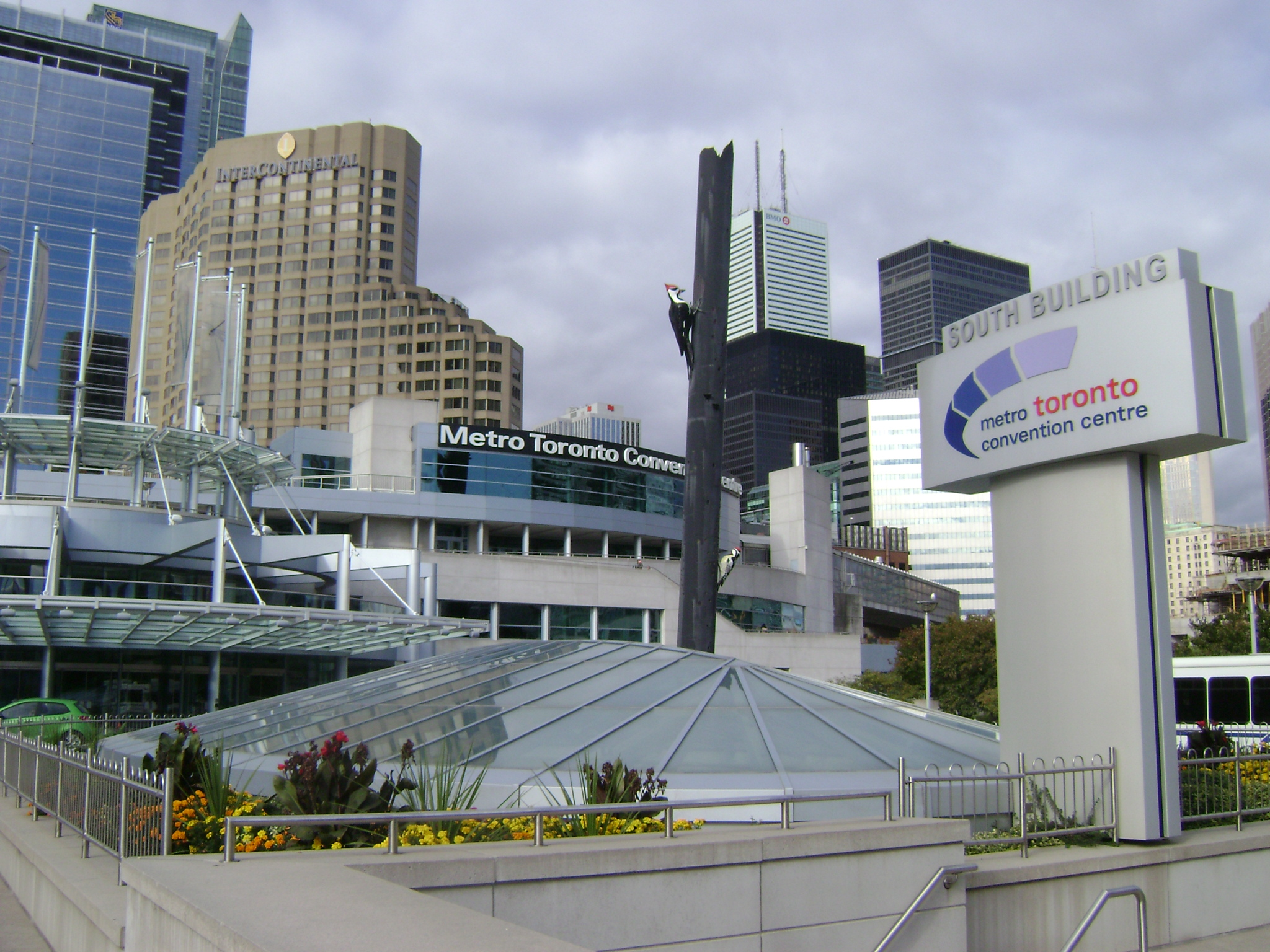
Fachada do Metro Toronto Convention Centre.

Metro Toronto Convention Centre (originalmente Metro Convention Centre, abreviado como MTCC) é um centro de convenções localizado em Toronto, Ontário.
Foi inaugurado em outubro de 1984.